# I Need Your Love (Boston)
I Need Your Love è una canzone della rock band statunitense Boston, contenuta nell'album del 1994 Walk On.
Scritta dal chitarrista Tom Scholz e da Fred Sampson, è la prima traccia dell'album ed è il primo singolo del gruppo con la voce solista di Fran Cosmo.
I Need Your Love raggiunse la posizione n° 51 della Billboard Hot 100 e ad oggi è l'ultima canzone della band a comparire in questa classifica.

## Tracce
1. I Need Your Love - 4:05
2. We Can Make It - 5:24
3. The Launch - 2:49